# Шундонец
Шундонец — ручей в России, протекает по территории Онежского района Архангельской области. Длина ручья — 19 км, площадь водосборного бассейна — 56,7 км².
Ручей берёт начало из Шундозера на высоте 54,8 над уровнем моря.
Течёт преимущественно в северо-восточном направлении по заболоченной местности.
Ручей в общей сложности имеет четыре притока суммарной длиной 7,0 км.
Впадает в реку Малошуйку, впадающую в Онежскую губу Белого моря (Поморский берег).
В среднем течении Шундонец пересекает линию железной дороги Беломорск — Обозерская.
Населённые пункты на ручье отсутствуют.
Код объекта в государственном водном реестре — 03010000212202000007725.